# ثورل بيلي
ثورل بيلي (بالإنجليزية: Thurl Bailey)‏ مواليد 7 أبريل 1961 في واشنطن العاصمة، هو لاعب كرة سلة أمريكي سابق بدأ مسيرته الاحترافية في سنة 1983. تم اختياره من قبل فريق يوتا جاز خلال الدرافت وحمل الرقم 41. يبلغ طوله 6 قدم 11 بوصة (2.1 م). اعتزل اللعب في 1999. أحرز خلال مسيرته في الإن بي إيه 11834 نقطة بمعدل 12.8 نقطة في المباراة الواحدة.

## المسيرة الاحترافية
لعب مع يوتا جاز من سنة 1983 إلى 1992، ثم لعب مع مينيسوتا تمبر ولفز من سنة 1991 إلى 1994، ثم لعب مع نادي بانيونيس لكرة السلة في موسم 1994–1995، ثم لعب مع بالاكانسترو كانتو في الدوري الإيطالي من سنة 1995 إلى 1997، ثم لعب مع أولمبيا ميلانو في موسم 1997–1998، ثم لعب مع يوتا جاز في سنة 1999.

## روابط خارجية
- ثورل بيلي على موقع IMDb (الإنجليزية)
- ثورل بيلي على موقع ميوزك برينز (الإنجليزية)
- ثورل بيلي على موقع قاعدة بيانات الفيلم (الإنجليزية)
- ثورل بيلي على موقع إن بي أي (الإنجليزية)
- ثورل بيلي على موقع سبورتس رفرنس (الإنجليزية)
- ثورل بيلي على موقع كرة السلة الأوروبية.كوم (الإنجليزية)
- ثورل بيلي على موقع كلية كرة السلة في سبورتس رفرنس.كوم (الإنجليزية)
- ثورل بيلي على موقع ريلجم (الإنجليزية)
- ثورل بيلي على موقع بروبوليرز (الإنجليزية)